# 奈良県道213号櫛羅御所線
奈良県道213号櫛羅御所線（ならけんどう213ごう くじらごせせん）は、奈良県御所市を通る一般県道である。

## 概要
御所市大字櫛羅から御所市大広町に至る。
近鉄葛城索道線 葛城登山口駅と近鉄御所線 近鉄御所駅を結ぶ。路線バスも通行するが、旧市街の住宅密集地を横断するために道幅は狭く、大型車両の通行は不適である。起点から終点に向かい、バイパスの建設が進められている。

### 路線データ
- 起点：御所市大字櫛羅（近鉄葛城索道線 葛城登山口駅前）
- 終点：御所市大広町（御所駅南交差点、国道24号交点）

## 路線状況

### 重複区間
- 奈良県道30号御所香芝線（御所市大字櫛羅・櫛羅交差点 - 御所市大字櫛羅）

### 道路施設

#### 橋梁
- 猿目橋（安位川、御所市）

## 地理

### 通過する自治体
- 奈良県
  - 御所市

### 交差する道路
| 交差する道路                                                       | 交差する場所 | 交差する場所          |
| ------------------------------------------------------------------ | ------------ | --------------------- |
| 奈良県道30号御所香芝線 重複区間起点 奈良県道213号櫛羅御所線 / 旧道 | 大字櫛羅     | 櫛羅交差点            |
| 奈良県道30号御所香芝線 重複区間終点                                | 大字櫛羅     |                       |
| 奈良県道213号櫛羅御所線 / 旧道                                     | 大広町       |                       |
| 国道24号 国道168号 重複                                            | 大広町       | 御所駅南交差点 / 終点 |
| 旧道                                                               |              |                       |
| 奈良県道30号御所香芝線 奈良県道213号櫛羅御所線 / 現道              | 大字櫛羅     | 櫛羅交差点 / 旧道起点 |
| 奈良県道213号櫛羅御所線 / 現道                                     | 大広町       | 旧道終点              |

### 沿線
- 近鉄葛城索道線 葛城登山口駅
- 大和葛城山
- 大正郵便局
- 御所市立大正小学校
- 御所市立大正中学校
- 近鉄御所線 近鉄御所駅
- JR西日本和歌山線 御所駅